# Claude François

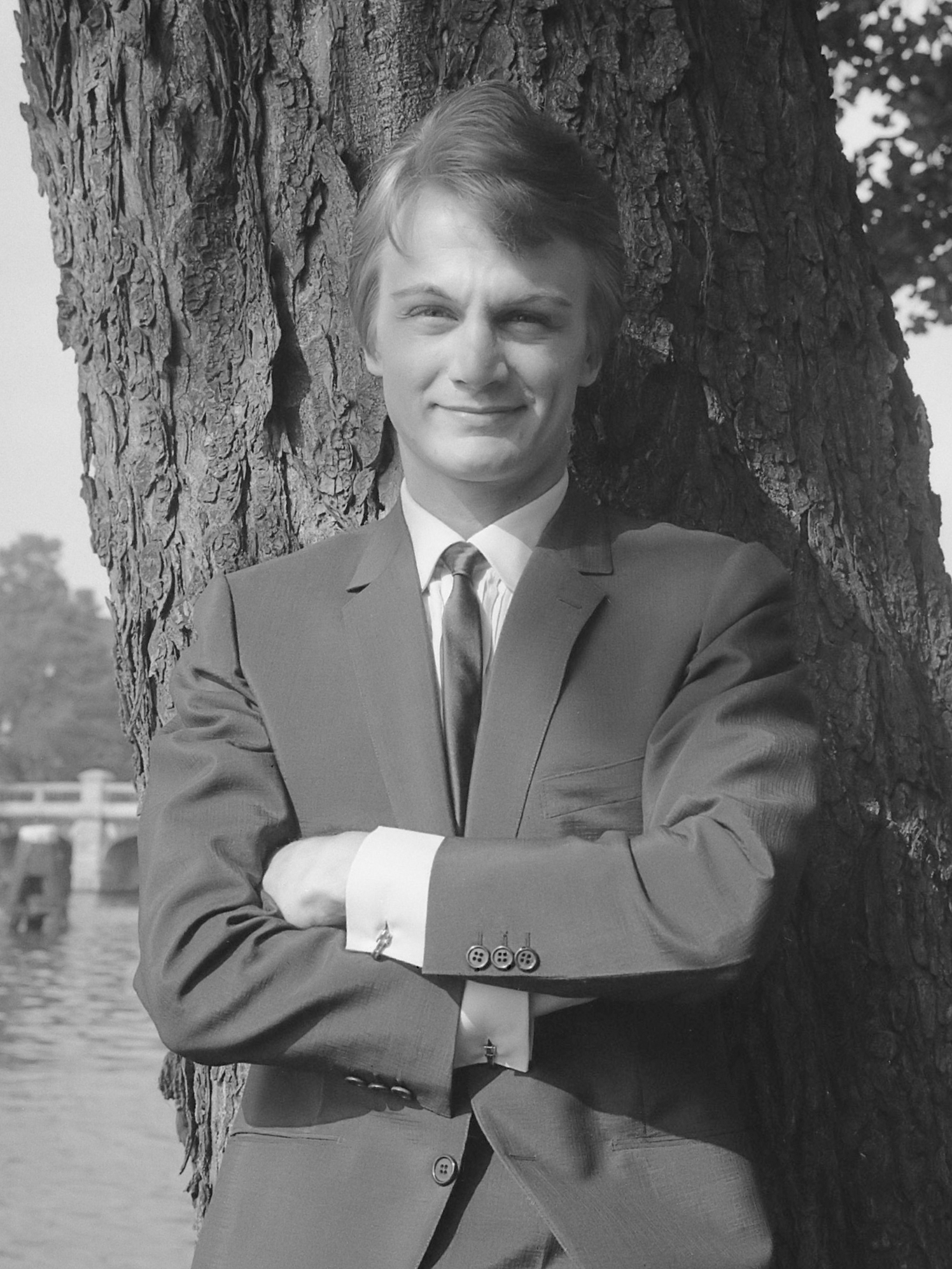
Claude François 1965.

Claude François, född 1 mars 1939 i Ismailia i Egypten, död 11 mars 1978 i Paris, var en fransk sångare och musikproducent. Han var mycket framgångsrik i Frankrike på  1960- och 1970-talen och sålde 65 miljoner av skivor. Internationellt är han även känd som medförfattare av My Way, en sång som populariserades av Frank Sinatra.

## Biografi
Claude François far var en fransk civilingenjör som arbetade i Egypten på Suezkanalkompaniet. Hans mor var från Italien. Familjen bosatte sig i Frankrike när kanalen nationaliserades 1956.
Claude François fick sitt genombrott 1962 med singeln Belles, belles, belles som var en cover av Eddie Hodges-låten Girls, Girls, Girls. Det blev den första i en lång rad succéer fram till hans död 1978. Mer populär i Frankrike på 1960- och 1970-talen var endast Johnny Hallyday.
1967 släppte Claude François låten Comme d'habitude, som han hade skrivit med Gilles Thibaut (text) och Jacques Revaux (musik). Paul Anka fick höra sången då han var på semester i Frankrike, omarbetade musiken och skrev ny text innan han erbjöd Frank Sinatra att sjunga den. My Way blev en av Sinatras mest kända sånger, och har sjungits av många andra artister, bland andra Elvis Presley, Nina Simone och Sid Vicious.
Claude François dog 39 år gammal i en elolycka orsakad av en bordslampa placerad på en stol vid badkaret i sitt hem i Paris när han tog ett bad.  

## Film
År 2012 gjordes en film om Claude François liv, My Way (franska Cloclo), med Jérémie Renier i huvudrollen.